# Matthew Upson
Matthew James Upson (n. 18 aprilie 1979) este un jucător de fotbal englez, în prezent liber de contract.Upson a jucat pentru Anglia la nivel internațional la Campionatul Mondial de Fotbal 2010.

### Goluri internaționale
| # | Data              | Stadion                                         | Adversar | Scor | Rezultat | Competiție                         |
| - | ----------------- | ----------------------------------------------- | -------- | ---- | -------- | ---------------------------------- |
| 1 | 19 noiembrie 2008 | Olympic Stadium, Berlin, Germania               | Germania | 0–1  | 1–2      | Amical                             |
| 2 | 27 iunie 2010     | Free State Stadium, Bloemfontein, Africa de Sud | Germania | 2–1  | 4–1      | Campionatul Mondial de Fotbal 2010 |

## Palmares
Arsenal
- Câștigător Premier League: 2001–02